# Kaijajärvi
Kaijanjärvi eller Kaijajärvi är en sjö i Finland. Den ligger i kommunen Mäntyharju i landskapet Södra Savolax, i den södra delen av landet, 160 km nordost om huvudstaden Helsingfors. Kaijanjärvi ligger 112,5 meter över havet. I omgivningarna runt Kaijanjärvi växer i huvudsak barrskog. Arean är 1,05 kvadratkilometer och strandlinjen är 11,47 kilometer lång. Sjön  ingår i Kymmene älvs huvudavrinningsområde. 